# Øravíkarlíð
Øravíkarlíð is een dorp dat behoort tot de gemeente Tvøroyrar kommuna in het noorden van het eiland Suðuroy op de Faeröer. Een andere naam voor Øravíkarlíð is Líðin. Øravíkarlíð heeft 69 inwoners. De postcodes zijn FO 826 en FO 827. Het dorp ligt tussen Øravík en Trongisvágur, het dorp gebruikt de postcodes van deze twee naburige dorpen. Omdat Øravíkarlíð geen eigen postcode heeft wordt het zuidelijke deel tot Øravík en het noordelijke deel tot Trongisvágur gerekend ook al wordt het in statistieken altijd afzonderlijk behandeld.